# خالد سليمان العدساني
خالد سليمان العدساني (1330 - 1403 هـ / 1911 - 1982م)، سياسي وشاعر ودبلوماسي ووزير كويتي.

## عن حياته
ولد خالد بن سليمان بن خالد العدساني في مدينة الكويت ، وفيها توفي، وهو نجل عضو مجلس الامة الكويتي سليمان خالد العدساني ، حملته دواعي الحياة والعمل إلى عدد من البلدان القريبة، والبعيدة، وتلقى تعليمه المبكر عند المطوّع (في الكتّاب)، والتحق بالمدرسة المباركية ، ثم سافر إلى بغداد ، ودرس في كلية الإمام الأعظم فيها.

## عمله ونشاطه السياسي
إشتغل مدرسًا بالمدرسة المباركية، وحين تشكل المجلس التشريعي المنتخب (1938) اختير سكرتيرًا له، كما اختير عضوًا بمجلس الشورى، وبلجنة تعمير الكويت، وبالهيئة التنظيمية في المجلس الأعلى ما بين عامي 1959 و1962 ، كان له نشاط سياسي ملحوظ يمارسه من خلال الجمعيات، وبخاصة فيما قبل إعلان الاستقلال (1961). عمل سفيرًا للكويت في الأردن ، ومصر ، وليبيا ، ولبنان ، وإيطاليا ، وصار وزيرًا للتجارة والصناعة (1971 - 1975).

## حركة ال1938

العدساني بعد وصوله البصرة بعد احداث عام 1938م

بعد أن حل الشيخ أحمد الجابر الصباح (المجلس التشريعي الكويتي الثاني) تم سجن خمسة من أعضاء المجلس كما تشير مذكرات العدساني والوثائق البريطانية، خصوصاً ملف (IOR/R/15/5/206) ، فهؤلاء الأعضاء كانوا أصحاب نفوذ تجاري كبير ومن عوائل لها ثقل في الكويت وهم: عبد اللطيف الغانم ، وسيد علي سيد سليمان الرفاعي ، وصالح عثمان الراشد ، وسليمان خالد العدساني ، ومشعان الخضير ، وسجن معهم يوسف المرزوق ، واستمر سجن هؤلاء أكثر من أربع سنوات حيث أطلق سراحهم في عام 1944 ، وتزامن هروب كثيرين للمنفى مع هذا الحدث، وعلى رأسهم خالد سليمان العدساني وعبد الله حمد الصقر ، وراشد العبد الغفور، و محمد البراك وغيرهم، وخلال الأحداث كان السبيل الوحيد للمعارضين للنجاة من السجن هو البحث عن أحد الشيوخ وتوسيطه لدى الحاكم، ولم يكن الشيخ أو الحاكم ليقبل الشفاعات كلها فعندما أرسلت رسائل ممهورة بتوقيع الشعب الكويتي ونساء المسجونين للمعتمد السياسي البريطاني جيرالد دي غاوري لم تشفع تلك الرسائل لأحد، بل طالب الحاكم مرات عديدة باسترجاع مجموعة من أعضاء المجلس الهاربين، مثل العضو عبد الله الصقر ، لكن لم يتم الأمر لعدم وجود اتفاقيات تبادل بين الكويت والعراق في تلك الفترة ( كما تذكر الوثائق البريطانية )، الا أن السلطات البريطانية آنذاك تدخلت لاصدار العفو الأميري عن المشاركين في ( حركة 1938) وعودة الكثيرين منهم للكويت، الا أن حاكم الكويت أصر علي الرفض، حتى أجبره البريطانيون على إستقبالهم وسجنوا لفترة ثم أطلق سراحهم بعفو أميري.

## الإنتاج الشعري
له ديوان مطبوع ضم عددا من قصائده وهو بعنوان (عدسانيات) دار ذات السلاسل - الكويت 1978 ، ونشرت له صحف عصره عددًا من القصائد، منها: «نبل» - العربي - يوليو 1967 ، «فبالله كفّوا» - البيان - ديسمبر 1967 ،« عيسى» - العربي - يناير 1968 ، «عيسى تبرأت» - الرسالة 3/11/1968، «مات الضمير» - الهدف - 7/5/1970، «دمية» - العربي - ديسمبر 1971 ، «لبنانكم لكم، ولي لبناني» - العربي - سبتمبر 1972.

## الأعمال الأخرى
صدر له كتاب «نصف عام للحكم النيابي في الكويت»، (ط2) مطابع فهد المرزوق - الكويت 1978 وهو وثيقة مهمة لأحداث عام 1938 المعروف في الكويت بسنة المجلس، ونشر عددًا من المقالات في صحيفة المقطم (المصرية) وبعض الصحف العربية الأخرى، وله مذكرات مخطوطة.
يصدر بعض شعره عن حسه السياسي، وهذا الشعر تغلب عليه الفكرة والدفاع عن الموقف (الشخصي أو العربي) في مقابل الآخر، أما شعره الذاتي فيتسم بالرقة والعذوبة والتلقائية في تصوير مشاعر صاحبه وخطراته، بألفاظ بسيطة وصور قريبة، وقد تبنى القصيدة على موقف حواري أساسه المفارقة التي تكسب المشهد حيوية وقربًا من النفس.